# Eudarcia romanum
Eudarcia romanum is een vlinder uit de familie van de Meessiidae. Deze soort is voor het eerst wetenschappelijk beschreven als Obesoceras romanum door Günther Petersen in een publicatie uit 1958.
De soort komt voor in Italië.